# Jack Lawrence (Songwriter)
Jack Lawrence (eigentlich Jack Lawrence Schwartz; * 7. April 1912 in Brooklyn, New York; † 16. März 2009 in Redding, Connecticut) war ein US-amerikanischer Songwriter. Er wurde 1975 in die Songwriters Hall of Fame aufgenommen.

## Leben
Lawrence Schwartz wuchs als Sohn einer jüdischen Familie, die ursprünglich aus der Ukraine stammte, in Brooklyn auf. Er machte seinen Abschluss an der Thomas Jefferson High School und lernte anschließend am First Institute of Podiatry Podologie, wo er 1932 seinen Abschluss machte. Bereits als Kind schrieb er eigene Lieder. Mit 20 wurde er Mitglied der American Society of Composers, Authors and Publishers. Sein erstes Werk Play, Fiddle, Play konnte er im Jahr seines Abschlusses publizieren. Es wurde 1933 im Film Dinner um acht verwendet. 1939 nahmen The Ink Spots seinen Song If I Didn’t Care auf.
Im Zweiten Weltkrieg diente er als Coast Guard und später bei der United States Merchant Marine. Auch während des Kriegs schrieb er weitere Songs. Nach dem Krieg ließ er sich in Hollywood nieder, wo er weiter an seiner Songwriting-Karriere arbeitete. In der Zwischenzeit hatte Frank Sinatra All or Nothing at All mit Musik von Arthur Altman zu einem Hit werden lassen. Weitere Nummer-eins-Hits wurden Linda für Buddy Clark (1963 auch ein Hit für Jan and Dean), den er für Linda Eastman, die Tochter seines Anwalts schrieb, sowie Tenderly für Sarah Vaughan und später Rosemary Clooney. Bekannt wurde auch Beyond the Sea für Bobby Darin. Er schrieb außerdem die Texte für verschiedene Songs auf dem Broadway
Für Hold My Hand aus dem Film Eine Nacht mit Susanne, das er zusammen mit Richard Myers, wurde er für den Besten Filmsong bei der Oscarverleihung 1955 nominiert.
1975 wurde er in die Songwriters Hall of Fame aufgenommen.
2009 erschien sein Buch Between the Sheets: The Stories behind My Songs.

## Privatleben
Bis zu dessen Tod im Jahr 1975 lebte Lawrence offen homosexuell mit seinem damaligen Partner David Myden zusammen. 1979 adoptierte er seinen Partner Richard Debnam, mit dem er bis zu seinem eigenen Tod zusammenlebte. Jack Lawrence starb im März 2009 im Alter von 96 Jahren an Nierenversagen und Komplikationen nach einem Sturz.